# Europäischer Platt-Egel
Der Europäische Platt-Egel (Helobdella europaea) ist eine invasive Süßwasser-Spezies aus der Ordnung der Rüsselegel (Rhynchobdelliformes). Sie wurde 1981 entdeckt und 1985 von dem Evolutionsbiologen Ulrich Kutschera erstbeschrieben. Die Platt-Egel konnten in fließenden und stehenden Gewässern in Deutschland, Australien, Neuseeland, Südafrika, Hawaii, Kalifornien und Taiwan nachgewiesen werden und stammen vermutlich aus Südamerika (Ursprungsort unbekannt).

## Vorkommen und Entdeckung
Im Jahr 1980 wurde im Schobbach bei Freiburg im Breisgau eine kleine Population 10 bis 18 mm langer, auf der Rückenseite mit hellen Pigmentflecken versehene Platt-Egel entdeckt. Diese durch zwei Augen gekennzeichneten Rüsselegel waren nicht mit der in Mitteleuropa überall häufigen Typus-Art Helobdella stagnalis Linnaeus, 1758 identisch. Im Gegensatz zu diesem Zweiäugigen Platt-Egel, der eine graue Körperfarbe (ohne Papillen) und größere Flecken aufweist, sind die „Schobbach-Egel“ durch auffällige Pigmentierungsmuster gekennzeichnet. Nach Rücksprache mit dem Evolutionsbiologen Günther Osche und dem britischen Egel-Spezialisten Roy T. Sawyer wurde die Art, nachdem während der Jahre 1982, 1983 und 1984 immer wieder adulte Tiere im Freiland gefunden werden konnten, als neue Spezies, Helobdella striata Kutschera, 1985, beschrieben.

## Systematische Stellung
Nachdem die süddeutsche Platt-Egel-Art mit dem Namen striata versehen war, wurde der Erstbeschreiber darauf aufmerksam gemacht, dass eine südamerikanische Sub-Spezies (Helobdella triserialis subsp. striata) existiert (die Originalbeschreibung ist 1943 in portugiesischer Sprache erschienen und war dem Autor damals nicht bekannt). Daraufhin musste der ursprüngliche Name geändert werden, so dass der süddeutsche Platt-Egel mit dem endgültigen, validen Art-Namen Helobdella europaea Kutschera, 1987 versehen wurde. Bereits Anfang der 1980er Jahre wurden in Aquarienhandlungen in Berlin Helobdella europaea-Individuen gefunden (aber nicht korrekt identifiziert), sodass es sehr wahrscheinlich ist, dass dieser Egel über das Ausbringen von Aquarienpflanzen in den Schobbach bei Freiburg i. Br. gelangt ist. Dort haben sich kleine, aber stabile Populationen über einige Jahre im Freiland gehalten. Heute ist bekannt, dass H. europaea eine Brutpflege betreibende invasive Art darstellt, die vermutlich über Aquarienpflanzen und Wasserschnecken aus Südamerika über viele Kontinente verteilt vorkommt. Eine später beschriebene Spezies aus Australien, Helobdella papillornata Govedich & Davies, 1998, konnte als Synonym der Art H. europaea Kutschera, 1987 erkannt werden (d. h. H. papillornata und H. europaea sind identische Taxa). Der exakte Ursprungsort von H. europaea ist unbekannt, konnte aber auf Südamerika eingegrenzt werden. Es ist hoch wahrscheinlich, dass die Art mit der 1943 – ursprünglich als Unterart – aus Südamerika beschriebenen Helobdella lineata (Ringuelet) identisch ist, die Tiere sind morphologisch nicht unterscheidbar. Dieser Name ist aber präokkupiert durch eine andere, schon früher aus Nordamerika beschriebene Art Helobdella lineata (Verrill, 1874), so dass Kutscheras jüngerer Name die älteste nomenklatorisch gültige Beschreibung darstellt.

## Ökologie und Evolution
Die in Europa (Raum Freiburg i. Br., Süddeutschland) entdeckte Plattegel-Art ernährt sich durch Aussaugen kleiner Wirtsorganismen (Oligochaeten, z. B. Tubifex-Würmer; Mückenlarven, z. B. Chironomus; Wasserschnecken usw.) und betreibt Brutpflege; beides typisch für alle Helobdella-Arten. Das Muttertier trägt die Ei-Kokons, Larven und Jungtiere am Bauch befestigt umher und beschützt diese. Die Jungtiere werden bis zum Verlassen des Adult-Egels ca. drei Wochen lang mit eingefangenen Beutetieren (z. B. Tubifex, Chironomus) gefüttert und wachsen hierdurch von ca. 1 auf 6 mm Körperlänge heran (ca. 1/3 der Größe des fütternden Mutter-Tiers). Diese komplexe Brutpflege erhöht die Überlebenschance der Jungen erheblich, die nach Verlassen des Mutter-Egels eigenständig auf Beuteerwerb gehen.
Molekularphylogenetische Studien haben gezeigt, dass H. europaea in den in Südamerika verbreiteten Helobdella triserialis-Artenkomplex gehört. Obwohl der ursprüngliche Lebensraum und der exakte Herkunftsort unbekannt sind, muss davon ausgegangen werden, dass es sich um eine eingeschleppte Art aus Südamerika handelt, die u. a. in Europa in Aquarien vorkommt und immer wieder ins Freiland gelangt, z. B. durch das Entsorgen überschüssigen Pflanzenmaterials aus Aquarien in Bäche und Tümpel. Das breite Beutespektrum und die hochentwickelte Brutpflege erlauben es dem Europäischen Platt-Egel, als invasive Art durch Verschleppungen dieser Art in immer neue Lebensräume vorzudringen.